# ناو آگانو
ناو آگانو (به انگلیسی: Japanese cruiser Agano) یک زیردریایی بود که طول آن ۱۶۲ متر (۵۳۱ فوت) بود. این زیردریایی در سال ۱۹۴۱ ساخته شد.